# Пищальники (військо)
Пища́льники — піхота війська Великого князівства Московського, озброєна вогнепальною зброєю — пищалями. Для утримання пищального війська з населення стягався податок — пищальні гроші.

## Джерело
- Пищальники и стрельцы (рос.)